# Wuppertalmündung
Die Wuppertalmündung ist eine kleinteilige naturräumliche Einheit mit der Ordnungsnummer 550.11 und gehört zu der übergeordneten naturräumlichen Haupteinheit 550.1 (Hilden-Lintorfer Sandterrassen).
Die Wuppertalmündung umfasst laut dem Handbuch der naturräumlichen Gliederung Deutschlands das Ende des aus dem Rheinischen Schiefergebirge austretenden Tals der Wupper im Übergang zur Rheinebene zwischen Leichlingen-Balken und Leverkusen-Opladen, nicht aber den Bereich der eigentlichen Mündung des Flusses in den Rhein, die sich im Naturraum Dormagener Rheinaue (551.21) befindet. Im Norden schließen sich Hildener Heideterrassen (550.12) und im Süden die Bürriger Heide (550.10) an.
Das Tal der Wupper im Naturraum ist ca. 4,5 km lang und zwischen 250 und 1250 m breit. Die Einsenkung des Talgrunds innerhalb des beiderseitigen Terrassengeländes ist 10 bis 20 m tief und reicht bis zu dem paläozänischem Grundgebirge. Hohe, steile und gebuchtete Erosionshänge flankieren den von Talwand zu Talwand pendelnden Flusslauf zu beiden Seiten. Der Talgrund besteht aus tonigen Feinsand und Kies. Einen großen Teil der Talbreite nimmt der Leverkusener Stadtteil Opladen ein.